# Liste des titres musicaux numéro un en Autriche en 1993
Cette page liste les titres numéro un dans les meilleures ventes de disques en Autriche pour l'année 1993.

## Classement des singles
| №  | Date         | Artiste                | Titre                                          |
| -- | ------------ | ---------------------- | ---------------------------------------------- |
| 1  | 1er janvier  | Die Fantastischen Vier | Die da ?!                                      |
| 2  | 8 janvier    | Die Fantastischen Vier | Die da ?!                                      |
| 3  | 15 janvier   | Charles & Eddie        | Would I Lie to You?                            |
| 4  | 22 janvier   | Whitney Houston        | I Will Always Love You                         |
| 5  | 29 janvier   | Charles & Eddie        | Would I Lie to You?                            |
| 6  | 5 février    | Whitney Houston        | I Will Always Love You                         |
| 7  | 12 février   | Whitney Houston        | I Will Always Love You                         |
| 8  | 19 février   | Whitney Houston        | I Will Always Love You                         |
| 9  | 26 février   | Whitney Houston        | I Will Always Love You                         |
| 10 | 5 mars       | 2 Unlimited            | No Limit                                       |
| 11 | 12 mars      | 2 Unlimited            | No Limit                                       |
| 12 | 19 mars      | 2 Unlimited            | No Limit                                       |
| 13 | 26 mars      | Ace of Base            | All That She Wants                             |
| 14 | 2 avril      | Ace of Base            | All That She Wants                             |
| 15 | 9 avril      | Ace of Base            | All That She Wants                             |
| 16 | 16 avril     | Ace of Base            | All That She Wants                             |
| 17 | 23 avril     | Ace of Base            | All That She Wants                             |
| 18 | 30 avril     | Ace of Base            | All That She Wants                             |
| 19 | 7 mai        | Haddaway               | What Is Love                                   |
| 20 | 14 mai       | Haddaway               | What Is Love                                   |
| 21 | 21 mai       | Haddaway               | What Is Love                                   |
| 22 | 28 mai       | Haddaway               | What Is Love                                   |
| 23 | 4 juin       | Haddaway               | What Is Love                                   |
| 24 | 11 juin      | Haddaway               | What Is Love                                   |
| 25 | 18 juin      | Haddaway               | What Is Love                                   |
| 26 | 25 juin      | Haddaway               | What Is Love                                   |
| 27 | 2 juillet    | Haddaway               | What Is Love                                   |
| 28 | 9 juillet    | Culture Beat           | Mr. Vain                                       |
| 29 | 16 juillet   | UB40                   | Can't Help Falling in Love                     |
| 30 | 23 juillet   | UB40                   | Can't Help Falling in Love                     |
| 31 | 30 juillet   | UB40                   | Can't Help Falling in Love                     |
| 32 | 6 août       | UB40                   | Can't Help Falling in Love                     |
| 33 | 13 août      | 4 Non Blondes          | What's Up?                                     |
| 34 | 20 août      | 4 Non Blondes          | What's Up?                                     |
| 35 | 27 août      | 4 Non Blondes          | What's Up?                                     |
| 36 | 3 septembre  | 4 Non Blondes          | What's Up?                                     |
| 37 | 10 septembre | 4 Non Blondes          | What's Up?                                     |
| 38 | 17 septembre | 4 Non Blondes          | What's Up?                                     |
| 39 | 24 septembre | 4 Non Blondes          | What's Up?                                     |
| 40 | 1er octobre  | 4 Non Blondes          | What's Up?                                     |
| 41 | 8 octobre    | 4 Non Blondes          | What's Up?                                     |
| 42 | 15 octobre   | 4 Non Blondes          | What's Up?                                     |
| 43 | 22 octobre   | 4 Non Blondes          | What's Up?                                     |
| 44 | 29 octobre   | 4 Non Blondes          | What's Up?                                     |
| 45 | 5 novembre   | 4 Non Blondes          | What's Up?                                     |
| 46 | 12 novembre  | Meat Loaf              | I'd Do Anything for Love (But I Won't Do That) |
| 47 | 19 novembre  | Meat Loaf              | I'd Do Anything for Love (But I Won't Do That) |
| 49 | 26 novembre  | Meat Loaf              | I'd Do Anything for Love (But I Won't Do That) |
| 50 | 3 décembre   | Meat Loaf              | I'd Do Anything for Love (But I Won't Do That) |
| 51 | 10 décembre  | Meat Loaf              | I'd Do Anything for Love (But I Won't Do That) |
| 52 | 17 décembre  | Meat Loaf              | I'd Do Anything for Love (But I Won't Do That) |
| 53 | 24 décembre  | Meat Loaf              | I'd Do Anything for Love (But I Won't Do That) |
| 54 | 31 décembre  | Meat Loaf              | I'd Do Anything for Love (But I Won't Do That) |

## Classement des albums
| №  | Date         | Artiste                                         | Titre                              |
| -- | ------------ | ----------------------------------------------- | ---------------------------------- |
| 1  | 1er janvier  | Hubert von Goisern und die Original Alpinkatzen | Aufgeigen stått niederschiassen    |
| 2  | 8 janvier    | Hubert von Goisern und die Original Alpinkatzen | Aufgeigen stått niederschiassen    |
| 3  | 15 janvier   | Hubert von Goisern und die Original Alpinkatzen | Aufgeigen stått niederschiassen    |
| 4  | 22 janvier   | Bande Originale                                 | The Bodyguard                      |
| 5  | 29 janvier   | Bande Originale                                 | The Bodyguard                      |
| 6  | 5 février    | Bande Originale                                 | The Bodyguard                      |
| 7  | 12 février   | Bande Originale                                 | The Bodyguard                      |
| 8  | 19 février   | Bande Originale                                 | The Bodyguard                      |
| 9  | 26 février   | Bande Originale                                 | The Bodyguard                      |
| 10 | 5 mars       | Bande Originale                                 | The Bodyguard                      |
| 11 | 12 mars      | Bande Originale                                 | The Bodyguard                      |
| 12 | 19 mars      | Bande Originale                                 | The Bodyguard                      |
| 13 | 26 mars      | Papermoon                                       | Tell Me a Poem                     |
| 14 | 2 avril      | Papermoon                                       | Tell Me a Poem                     |
| 15 | 9 avril      | Depeche Mode                                    | Songs of Faith and Devotion        |
| 16 | 16 avril     | Sting                                           | Ten Summoner's Tales               |
| 17 | 23 avril     | Depeche Mode                                    | Songs of Faith and Devotion        |
| 18 | 30 avril     | Papermoon                                       | Tell Me a Poem                     |
| 19 | 7 mai        | Alexander Bisenz                                | Gnadenlos                          |
| 20 | 14 mai       | Alexander Bisenz                                | Gnadenlos                          |
| 21 | 21 mai       | Alexander Bisenz                                | Gnadenlos                          |
| 22 | 28 mai       | Alexander Bisenz                                | Gnadenlos                          |
| 23 | 4 juin       | Alexander Bisenz                                | Gnadenlos                          |
| 24 | 11 juin      | Alexander Bisenz                                | Gnadenlos                          |
| 25 | 18 juin      | Dire Straits                                    | On the Night                       |
| 26 | 25 juin      | Dire Straits                                    | On the Night                       |
| 27 | 2 juillet    | Alexander Bisenz                                | Gnadenlos                          |
| 28 | 9 juillet    | Eros Ramazzotti                                 | Tutte storie                       |
| 29 | 16 juillet   | U2                                              | Zooropa                            |
| 30 | 23 juillet   | U2                                              | Zooropa                            |
| 31 | 30 juillet   | U2                                              | Zooropa                            |
| 32 | 6 août       | U2                                              | Zooropa                            |
| 33 | 13 août      | 4 Non Blondes                                   | Bigger, Better, Faster, More!      |
| 34 | 20 août      | 4 Non Blondes                                   | Bigger, Better, Faster, More!      |
| 35 | 27 août      | 4 Non Blondes                                   | Bigger, Better, Faster, More!      |
| 36 | 3 septembre  | 4 Non Blondes                                   | Bigger, Better, Faster, More!      |
| 37 | 10 septembre | 4 Non Blondes                                   | Bigger, Better, Faster, More!      |
| 38 | 17 septembre | 4 Non Blondes                                   | Bigger, Better, Faster, More!      |
| 39 | 24 septembre | 4 Non Blondes                                   | Bigger, Better, Faster, More!      |
| 40 | 1er octobre  | 4 Non Blondes                                   | Bigger, Better, Faster, More!      |
| 41 | 8 octobre    | 4 Non Blondes                                   | Bigger, Better, Faster, More!      |
| 42 | 15 octobre   | 4 Non Blondes                                   | Bigger, Better, Faster, More!      |
| 43 | 22 octobre   | Rainhard Fendrich                               | Brüder                             |
| 44 | 29 octobre   | Die Ärzte                                       | Die Bestie in Menschengestalt      |
| 45 | 5 novembre   | Rainhard Fendrich                               | Brüder                             |
| 46 | 12 novembre  | Die Ärzte                                       | Die Bestie in Menschengestalt      |
| 47 | 19 novembre  | Rainhard Fendrich                               | Brüder                             |
| 49 | 26 novembre  | Phil Collins                                    | Both sides                         |
| 50 | 3 décembre   | Meat Loaf                                       | Bat Out of Hell II: Back Into Hell |
| 51 | 10 décembre  | Phil Collins                                    | Both sides                         |
| 52 | 17 décembre  | Phil Collins                                    | Both sides                         |
| 53 | 24 décembre  | Elton John                                      | Duets                              |
| 54 | 31 décembre  | Elton John                                      | Duets                              |